# Bleifuss Rally
Bleifuss Rally (im Original Screamer Rally) ist ein Rennspiel, das von Milestone entwickelt und am 15. Juni 1997 von Virgin Interactive für MS-DOS veröffentlicht wurde. Es ist der dritte Teil innerhalb der Bleifuss-Computerspielserie und der Nachfolger zu Bleifuss 2.

## Spielprinzip
Vor Spielbeginn können Lenkung, Reifen und Federung eingestellt werden. Gefahren wird auf Rundkursen in der Toskana, China, Arizona sowie in Großbritannien und Skandinavien deren Fahrbahnuntergründe wechseln. Weitere Strecken muss der Spieler erst durch Siege freischalten. Neben der Meisterschaft können auch Einzelrennen, Zeitfahren oder Mehrspieler-Duelle ausgetragen werden.

## Technik
Das Spiel unterstützte die 3D-Beschleuniger Matrox Graphics Mystique und 3dfx Voodoo Graphics.

## Fahrzeuge
- Ford Escort WRC Skendell
- Lancia Delta
- Peugeot 205 Turbo 16
- Renault Mégane Maxi
- Toyota Celica GT4

## Rezeption
Dank der Unterstützung der 3Dfx-Schnittstelle setze es einen neuen Standard für Arcade-Rennspiele. Das Fahrverhalten aus dem Vorgänger wurde konsequent weiterentwickelt und erlaube kontrollierte Drifts. Die Strecken seien hervorragend gestaltet. In puncto Einstellungsmenü seien keine Verbesserungen sichtbar. Der Schwierigkeitsgrade steige stark an. Grundsätzlich böte der dritte Teil unwesentlich mehr als Teil 2. Auch das Fahrgefühl wurde größtenteils übernommen. Es handele sich auch weiterhin nicht um ein Simulationsspiel. Die Computergegner agieren teils unfair. Das Fahrverhalten sei eher schwammig. Die Anforderungen an die Hardware waren vergleichsweise hoch. An International Rally Championship reiche es nicht heran.